# Mark Brzezicki
Pour les articles homonymes, voir Brzezicki.
Mark Brzezicki est un batteur britannique né le 21 juin 1957 à Slough en Angleterre.
Il est essentiellement connu pour son travail au sein du groupe de rock celtique Big Country, mais il a joué, aussi bien sur scène qu'en studio, avec de nombreux autres groupes et artistes comme Procol Harum, The Cult, Ultravox, Midge Ure, Phil Collins au Prince's trust de 1988 en duo, Fish ou encore Indochine (album 7000 danses).